# Антоніо Маспес
Антоніо Маспес (італ. Antonio Maspes; 14 січня 1932 — 19 жовтня 2000) — італійський велогонщик.
Бронзовий призер Олімпійських Ігор 1952 року на тандемах.
Чемпіон світу з трекових велоперегонів 1955 (спринт), 1956 (спринт), 1959 (спринт), 1960 (спринт), 1961 (спринт), 1962 (спринт), 1964 (спринт) років, срібний призер 1963 року в спринті, бронзовий призер 1958 року в спринті.